# John Hopkins (herec)
John Hopkins (* 1975 Luton, Bedfordshire) je anglický herec. Mezi jeho nejznámější role patří seržant Dan Scott v seriálu Vraždy v Midsomeru (2004–2005), Lowell ve filmu Tima Burtona Alenka v říši divů (2010) a sir Francis Basset v britském seriálu Poldark (2017–2018).

## Raný život a vzdělání
John Hopkins se narodil v anglickém Lutonu, městě nedaleko Londýna. Navštěvoval střední školu Manshead CofE Upper School v Dunstable v hrabství Bedfordshire a později studoval na univerzitě v Leedsu obor angličtina (1993–1996). Posléze se Hopkins začal zajímat o divadlo, připojil se k dramatickému kroužku a účastnil se různých představení. 
Za roli ve hře A Short Play About Sex and Death získal Hopkins cenu The Sunday Times pro studenty-herce. Po ukončení studia na univerzitě v Leedsu navštěvoval Královskou akademii dramatických umění (1997–2000), všimla si ho Královská shakespearovská společnost a absolvoval zde svou první repertoárovou sezónu (2001–2002). Tím začala jeho profesionální herecká kariéra. 

## Kariéra
Kolem roku 2002 začal John Hopkins dostávat nabídky na televizní role. Jedněmi z prvních byly menší role ve filmech Trial and Retribution 7 a Love in a Cold Climate. Po nich přijal nabídku na roli detektiva seržanta Dana Scotta v britském televizním seriálu Vraždy v Midsomeru, v němž účinkoval od 7. do 8. řady. Hopkinsova postava byla díky svému vzhledu koncipována jako „muž pro dámy“. V této době hrál hlavní roli inspektora Barnabyho John Nettles. Protože měli oba herci stejné křestní jméno, byla Hopkinsovi přidělena přezdívka „Hoppers“ a během společné práce mezi nimi vzniklo přátelství. V roce 2005 Hopkins seriál opustil a vrátil se do Královské shakespearovské společnosti, kde se zúčastnil sezóny 2006–2007 v Londýně a Stratfordu nad Avonou. V té době hrál Caesara po boku Patricka Stewarta ve hře Antonius a Kleopatra. Objevil se také v komedii Patricka Barlowa The 39 Steps jako Richard Hannay, jako Richard I. v Shakespearově divadle Globe v Holy Warriors a jako Benedick v Mnoho povyku pro nic. Pokračoval také v práci v televizi, účinkoval v kriminálním seriálu Stan Lee's Lucky Man nebo v seriálu BBC Poldark, v němž ztvárnil sira Francise Basseta. Michael Billington v roce 2018 pro The Guardian označil Hopkinse za „jednoho z našich nejlepších shakespearovských herců“ a Dominic Maxwell ho v článku pro The Times označil za jednoho z 10 nejlepších britských herců na jevišti současnosti.
V rozhovoru pro Midsomer Murders Society Hopkins uvedl, že se domnívá, že celá koncepce seriálu Vraždy v Midsomeru je založena na myšlence představit klid ve společnosti. Seriál je podle něj zásadní téměř pro každého, protože ukazuje, jak lze vyřešit všechny problémy, kde dobro vítězí nad zlem, a všichni se vracejí k běžnému životu, jakmile je vše vyřešeno. John Hopkins se k seriálu připojil v době, kdy už měl obrovskou popularitu. Proto, jak sám uvádí, na něj i byl „vyvíjen trochu větší tlak než na ostatní“. Hopkins svou postavu popisuje jako člověka, který je nevlídný vůči venkovu. Dává přednost životu ve městě a vždy hledá způsob, jak uniknout, ale nikdy toho nedosáhne. Vztah mezi seržantem Scottem (role Johna Hopkinse) a šéfinspektorem Barnabym (role Johna Nettlese) byl zpočátku napjatý, ale nakonec se uhladil, přestože Barnaby Scottovy způsoby neschvaloval. Postava Scotta a herec Hopkins mají zcela odlišné postoje k životu na venkově, Hopkinse pobyt na venkově těší. Seriál Vraždy v Midsomeru mu umožnil poznat další britské herce včetně Diany Quickové a Steva Redgravea. Během natáčení seriálu dostal Hopkins možnost podílet se na filmu, který natáčeli jeho přátelé v Praze. Jeho rolí byl muž, jenž se probudil v Praze se ztrátou paměti. Uvedl, že se mu líbilo hrát „akčního hrdinu“.